# Tau Piscis Austrini
Tau Piscis Austrini (τ PsA / 15 Piscis Austrini / HD 210302 / HR 8447) es una estrella en la constelación de Piscis Austrinus de magnitud aparente +4,92 que se encuentra a 61 años luz del sistema solar.
Tau Piscis Austrini es una estrella blanco-amarilla de tipo espectral F6V con una temperatura efectiva de 6465 K, unos 700 K más caliente que el Sol. Con una masa un 28% mayor que la masa solar, tiene una luminosidad 3 veces mayor que la luminosidad solar.
Su velocidad de rotación es de al menos 13,6 km/s, lo que conlleva un período de rotación igual o inferior a 5,46 días, sensiblemente más corto que el del Sol, que es de 27 días.
Posee una metalicidad —abundancia relativa de elementos más pesados que el helio— ligeramente superior a la de nuestra estrella ([M/H] = +0,06).
Más antigua que el Sol, su edad se estima en 5400 millones de años aproximadamente.
Por su relativa proximidad y sus características físicas Tau Piscis Austrini ha sido seleccionada entre las objetivos del proyecto Terrestrial Planet Finder para la búsqueda de planetas terrestres.